# Tchê music
Tchê music ou chê music é uma variação da música gaúcha tradicional, que incorpora desde elementos de música baiana, do choro, do pagode, do samba, do baião, do arrocha do sertanejo aos ritmos musicais mais comuns do Rio Grande do Sul, Santa Catarina e Paraná, como o chamamé, vaneirão e xote e principalmente do Maxixe.
Este estilo musical é considerado moderno para os cultores da tradição gaúcha. Na Tchê Music foram incorporados equipamentos de som que modernizariam a música campeira, como percussão, bateria, guitarra elétrica e baixo.
A Tchê Music é representada pelo grupos musicais como Tchê Barbaridade, Tchê Chaleira, Tchê Garotos, Tchê Guri, Garotos de Ouro, Grupo Portal do Sul, Grupo Talagaco, Grupo Minuano e Grupo Tradição. O Tchê Barbaridade surgiu no final dos anos 80, Tchê Guri no início dos anos 90  Tchê Garotos foi lançado em 1995 o grupo Tchê Chaleira surgiu em 1997.
O público apreciador do gênero Tchê Music é formado, na maioria, por jovens de 16 anos até 30 anos. No começo da "era tchê", as bandas que tocavam esse estilo ainda chamavam suas apresentações de bailes, mas com o passar do tempo as apresentações evoluíram para shows, e o público que frequenta os shows é muito grande.
Em meados de 2006, os integrantes do Movimento Tradicionalista Gaúcho (MTG) proibiram os músicos de Tchê Music de se apresentarem em CTG's pelos mesmos terem tirado a pilcha (bota, bombacha, guaiaca) ou a usarem estilizada e por não considerar o tchê music como legítima música gaúcha. Eles consideram os grupos de Tchê Music (destaques para Tchê Garotos, Tchê Barbaridade) estão alterando o ritmo da música gaúcha, e sua vestimenta tradicional. Nas suas apresentações é comum notar a mescla de ritmos como o axé, a lambada, o frevo e até mesmo o rock. Para o MTG, a principal preocupação é a desvalorização da tradição, que deveria estar acima dos valores financeiros, ou ela perderá sua finalidade. Os tradicionalistas criticam também as letras do Tchê Music e sua dança, que possui influências do Maxixe.
Com essa briga e a proibição, os componentes do Tchê Music acabaram se unindo e formando o Movimento Tchê Brasil (MTB), como uma forma de defesa do Tchê Music, e criando lugares específicos para esse estilo, assim como os CTGs estão para a música gaúcha campeira. 